# Hermann Schmidt (Mathematiker)

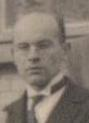
Hermann Schmidt, Oktober 1930 in Jena

Hermann Karl Schmidt (* 22. Juli 1902 in Merkendorf; † 26. Februar 1993 in Würzburg) war ein deutscher Mathematiker und Hochschullehrer.

## Leben
Hermann Schmidt legte 1920 in Ansbach das Abitur ab. Als Stipendiat der Stiftung Maximilianeum studierte er bis 1924 Mathematik und Physik an der Universität München sowie an der Technischen Hochschule und hörte Vorlesungen bei Oskar Perron. 1924 legte er die Lehramtsprüfung für das Lehramt an Gymnasien ab und 1927 promovierte er mit der Dissertation Theorie der linearen Differentialgleichungen mit Koeffizienten aus einem algebraischen Funktionenkörper an der Universität München. Für diese Dissertation erhielt er einen Fakultätspreis. Von 1927 bis 1935 war er Assistent bei Robert König in Jena. Nach seiner Habilitation im Jahre 1931 mit dem Thema Über multiplikative Funktionen und die daraus entspringenden Differentialsysteme wurde er Privatdozent. 1939 wurde er zum außerplanmäßigen Professor berufen.
Während des Zweiten Weltkrieges war er an der Sternwarte in Berlin-Babelsberg als wissenschaftlicher Mitarbeiter verpflichtet worden. Deshalb wurde er 1945 von der amerikanischen Besatzungsmacht zur Klärung einer etwaigen Belastung während des Nationalsozialismus nach Süddeutschland verbracht. Zwei Jahre später gelang ihm die Wiederaufnahme der Arbeit als Wissenschaftler, zunächst auf einer Assistentenstelle an der Technischen Hochschule Braunschweig. 1951 erhielt er schließlich eine ordentliche Professur für Mathematik und Astronomie an der Universität Würzburg. Zusammen mit Hermann Ludwig Schmid (1908–1956) und Herbert Bilharz (1910–1956) gründete er 1953 eine Forschungsstelle zur Förderung junger Mathematiker. 1970 wurde er emeritiert.
Schmidt hatte sich vor allem mit Differentialgleichungen, Funktionentheorie, Asymptotik, Algebra, Kettenbrüchen, Zahlentheorie und Differentialgeometrie befasst.

## Ehrungen
- 1927: Mitglied der Deutschen Mathematiker-Vereinigung
- 1965: ordentliches Mitglied der Bayerischen Akademie der Wissenschaften
- 1991: Verleihung des Bundesverdienstkreuzes

## Werke
- Literatur von und über Hermann Schmidt im Katalog der Deutschen Nationalbibliothek